# Tantalhafniumkarbid
Tantalhafniumkarbid är en eldfast kemisk förening med formeln Ta4HfC5, som kan betraktas som en fast lösning av tantalkarbid och hafniumkarbid. Det är också det mest eldfasta ämnet och har den högsta smältpunkten av alla ämnen vars smältpunkter man känner till – både jämfört med grundämnen och med kemiska föreningar.

## Egenskaper
Individuellt har tantal- och hafniumkarbid den högsta smältpunkten bland de binära föreningarna, 4 041 K (3 768 °C) respektive 4 232 K (3 959 °C) och deras "legering" med en sammansättning Ta4HfC5 har en smältpunkt på 4 178 K (3 905 °C).
Mycket få mätningar av smältpunkten för tantalhafniumkarbid har rapporterats på grund av de uppenbara experimentella svårigheterna vid extrema temperaturer. En studie från 1965 av de fasta lösningarna TaC-HfC vid temperaturer 2 225–2 275 °C fann ett minimum i förångningshastigheten och därmed maximum för den termiska stabiliteten för Ta4HfC5. Denna hastighet var jämförbar med volframs och var svagt beroende av den initiala densiteten hos proverna, som sintrades från TaC-HfC-pulverblandningar, även vid 2 225–2 275 °C. I en separat studie befanns Ta4HfC5 ha den minsta oxidationshastigheten bland de fasta lösningarna TaC-HfC. Ta4HfC5 tillverkades 2009 av företaget Goodfellow som ett 45-μm pulver till ett pris av 9 540 USD/kg (99,0 procent renhet).
År 2015 förutspådde atomistiska simuleringar att hafniumkarbonitrid kunde ha en smältpunkt som överstiger Ta4HfC5 med 200 K. Detta verifierades senare av experimentella resultat 2020.

## Struktur
Individuella tantal- och hafniumkarbider har en bergsaltkubisk gitterstruktur. De har vanligtvis underskott av kol och har nominella formler TaCx och HfCx, med x = 0,7–1,0 för Ta och x = 0,56–1,0 för Hf. Samma struktur har också observerats för åtminstone några av deras fasta lösningar. Densiteten beräknad utifrån röntgendiffraktionsdata är 13,6 g/cm3 för Ta0,5Hf0,5C. Hexagonal NiAs-struktur (rymdgrupp P63/mmc, nr 194, Pearson-symbol hP4) med en densitet på 14,76 g/cm3 rapporterades för Ta0,9Hf0,1C0,5.